# National Register of Historic Places in den Amerikanischen Jungferninseln

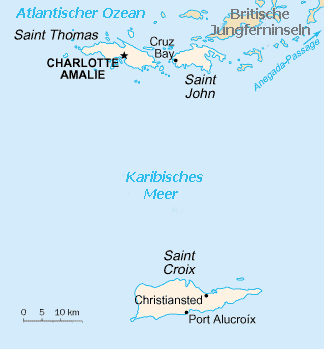
Karte der Amerikanischen Jungferninseln

Das National Register of Historic Places in den Amerikanischen Jungferninseln ist Teil des nationalen Denkmalschutzprogramms der Vereinigten Staaten (Bauwerke, Objekte, Stätten und historische Distrikte).

## Liste
Die Liste zählt die Objekte des National Register of Historic Places des National Park Service in den Amerikanischen Jungferninseln auf.
Stand: 28. Oktober 2016.

### Überblick
| Lfd. Nr. | Distrikt     | Zahl der Einträge |
| -------- | ------------ | ----------------- |
| 1        | Saint Croix  | 40                |
| 2        | Saint John   | 26                |
| 3        | Saint Thomas | 21                |
| Summe:   | Summe:       | 87                |

### Saint Croix
(Saint Croix)
| [ 2 ] | Name                                                          | Bild                                                          | Eintragsdatum                                    | Lage | Ort           | Beschreibung |
| ----- | ------------------------------------------------------------- | ------------------------------------------------------------- | ------------------------------------------------ | --- | ------------- | ------------ |
| 1     | Aklis Archeological Site                                      | Aklis Archeological Site                                      | 1. Juli 1976 ID-Nr. 76001852                     | Sandy Point National Wildlife Refuge                                                                                                 | Frederiksted  |              |
| 2     | Bethlehem Middle Works Historic District                      |                                                               | 6. Juli 1988 ID-Nr. 87001932                     | King's Quarter 17° 43′ 3,5″ N, 64° 47′ 33″ W                                                                                         | Southcentral  |              |
| 3     | Christiansted Historic District                               | Christiansted Historic District                               | 30. Juli 1976 ID-Nr. 76002266                    | Zwischen Christiansted Harbor, New, Peter’s Farm Hospital und West Streets 17° 44′ 46″ N, 64° 42′ 16″ W                              | Christiansted |              |
| 4     | Christiansted National Historic Site                          | Christiansted National Historic Site                          | 15. Okt. 1966 ID-Nr. 66000077                    | Zwischen King, Queen, Queens Cross Streets und Christiansted Harbor 17° 44′ 56″ N, 64° 42′ 8″ W                                      | Christiansted |              |
| 5     | Coakley Bay Estate                                            | Coakley Bay Estate                                            | 23. Juli 1976 ID-Nr. 76001841                    | Östlich von Christiansted 17° 45′ 30,8″ N, 64° 38′ 27,6″ W                                                                           | East End      |              |
| 6     | Columbus Landing Site                                         | Columbus Landing Site                                         | 15. Okt. 1966 ID-Nr. 66000743                    | Östlich von Greig Hill an der Salt River Bay 17° 46′ 42,6″ N, 64° 45′ 34,4″ W                                                        | East End      |              |
| 7     | Danish West India and Guinea Company Warehouse                | Danish West India and Guinea Company Warehouse                | 9. Okt. 1974 ID-Nr. 74001940                     | Church St. und Company St. 17° 44′ 47″ N, 64° 42′ 9,4″ W                                                                             | Christiansted |              |
| 8     | Diamond School                                                |                                                               | 1. Juli 1976 ID-Nr. 76001842                     | Westlich Christiansted an der Centerline Road 17° 42′ 46,5″ N, 64° 49′ 47″ W                                                         | Southcentral  |              |
| 9     | Estate Butler's Bay                                           |                                                               | 25. Aug. 1978 ID-Nr. 78002722                    | Nördlich Frederiksted 17° 44′ 56,5″ N, 64° 53′ 32″ W                                                                                 | Northwest     |              |
| 10    | Estate Grove Place                                            |                                                               | 17. Juli 1978 ID-Nr. 78002721                    | 6,4 km östlich von Frederiksted nach der Centerline Road 17° 40′ 43,5″ N, 64° 49′ 23″ W                                              | Northwest     |              |
| 11    | Estate Hogansborg                                             |                                                               | 17. Feb. 1978 ID-Nr. 78002723                    | Östlich von Frederiksted nach der Centerline Road 17° 42′ 39,5″ N, 64° 50′ 44″ W                                                     | Northwest     |              |
| 12    | Estate Judith's Fancy                                         | Estate Judith's Fancy                                         | 17. Juli 1978 ID-Nr. 78002717                    | 6,4 km nordwestlich von Christiansted 17° 46′ 41,5″ N, 64° 44′ 44,5″ W                                                               | Sion Farm     |              |
| 13    | Estate La Reine                                               |                                                               | 24. Nov. 1980 ID-Nr. 80003994                    | 20 Kings Quarter und 19 Queens Quarter 17° 44′ 9,5″ N, 64° 46′ 19″ W                                                                 | Northcentral  |              |
| 14    | Estate Little Princess                                        | Estate Little Princess                                        | 9. Juni 1980 ID-Nr. 80003995                     | Nordwestlich Christiansted 17° 45′ 35,5″ N, 64° 43′ 31″ W                                                                            | Sion Farm     |              |
| 15    | Estate Mount Victory                                          |                                                               | 17. Feb. 1978 ID-Nr. 78002724                    | Nordöstlich von Frederiksted 17° 45′ 13,5″ N, 64° 52′ 5″ W                                                                           | Northwest     |              |
| 16    | Estate Prosperity                                             |                                                               | 17. Feb. 1978 ID-Nr. 78002725                    | Nördlich von Frederiksted 17° 43′ 42,5″ N, 64° 52′ 53″ W                                                                             | Northwest     |              |
| 17    | Estate Saint George Historic District                         | Estate Saint George Historic District                         | 24. Okt. 1986 ID-Nr. 86003351                    | Prince Quarter 17° 43′ 4,5″ N, 64° 49′ 48,5″ W                                                                                       | Northwest     |              |
| 18    | Estate St. John                                               |                                                               | 9. Juni 1978 ID-Nr. 78002718                     | 4,8 km nordwestlich von Christiansted 17° 45′ 57,5″ N, 64° 44′ 48″ W                                                                 | Sion Farm     |              |
| 19    | Fair Plain Archeological District                             |                                                               | 29. Sep. 1976 ID-Nr. 76001843                    | Adresse nicht veröffentlicht | Christiansted |              |
| 20    | Fairplain Historic and Archeological District                 |                                                               | 6. Juli 1988 ID-Nr. 87001903                     | Adresse nicht veröffentlicht | Christiansted |              |
| 21    | Frederiksted Historic District                                | Frederiksted Historic District                                | 9. Aug. 1976 ID-Nr. 76001853                     | Zwischen Fisher Street, dem Friedhof und Fort Frederik 17° 42′ 44″ N, 64° 52′ 53″ W                                                  | Frederiksted  |              |
| 22    | Friedensfeld Midlands Moravian Church and Manse               |                                                               | 1. Juli 1976 ID-Nr. 76001844                     | Westlich Christiansted 17° 44′ 53,5″ N, 64° 46′ 48″ W                                                                                | Northcentral  |              |
| 23    | Friedensthal Mission                                          | Friedensthal Mission                                          | 25. Aug. 1978 ID-Nr. 78002719                    | Südwestlich von Christiansted 17° 44′ 38,5″ N, 64° 42′ 35″ W                                                                         | Christiansted |              |
| 24    | Ft. Frederik of US Virgin Islands                             | weitere Bilder                                                | 25. Sep. 1997 ID-Nr. 97001269 96001073, 97001269 | Südlich der Kreuzung Mahogany Road und U.S. Virgin Island Highway 631, Nördliche Grenze von Frederiksted 17° 42′ 55″ N, 64° 53′ 1″ W | Frederiksted  |              |
| 25    | Great Pond Archeological Site                                 |                                                               | 12. Juli 1976 ID-Nr. 76001845                    | Adresse nicht veröffentlicht | Christiansted |              |
| 26    | Green Kay                                                     |                                                               | 19. Juli 1976 ID-Nr. 76001846                    | Östlich von Christiansted 17° 45′ 32″ N, 64° 39′ 15,7″ W                                                                             | East End      |              |
| 27    | La Grande Princesse School                                    |                                                               | 12. Juli 1976 ID-Nr. 76001847                    | Nordöstlich von Christiansted 17° 45′ 29,5″ N, 64° 43′ 51″ W                                                                         | Sion Farm     |              |
| 28    | Little La Grange                                              |                                                               | 22. Okt. 1976 ID-Nr. 76001854                    | Nordöstlich von Frederiksted 17° 43′ 47,5″ N, 64° 51′ 54″ W                                                                          | Northwest     |              |
| 29    | Lower Granard Archeological District                          |                                                               | 1. Juli 1976 ID-Nr. 76001849                     | Adresse nicht veröffentlicht | Christiansted |              |
| 30    | Prosperity Archeological Site                                 |                                                               | 12. Juli 1976 ID-Nr. 76001855                    | Adresse nicht veröffentlicht | Frederiksted  |              |
| 31    | Richmond Prison Detention and Workhouse                       |                                                               | 14. Feb. 1978 ID-Nr. 78002720                    | Westlich von Christiansted 17° 44′ 53,5″ N, 64° 42′ 45″ W                                                                            | Christiansted |              |
| 32    | River Archeological Site                                      |                                                               | 1. Juli 1976 ID-Nr. 76001856                     | Adresse nicht veröffentlicht | Frederiksted  |              |
| 33    | St. John’s Episcopal Church                                   | weitere Bilder                                                | 4. Okt. 2016 ID-Nr. 16000698                     | Plot #27 King Street 17° 44′ 34,5″ N, 64° 42′ 27,9″ W                                                                                | Christiansted |              |
| 34    | Salt River Bay National Historic Site and Ecological Preserve | Salt River Bay National Historic Site and Ecological Preserve | 24. Feb. 1992 ID-Nr. 01000280                    | 2100 Church Street 17° 46′ 52″ N, 64° 45′ 23″ W                                                                                      | Christiansted |              |
| 35    | Sion Hill                                                     | Sion Hill                                                     | 19. Juli 1976 ID-Nr. 76001850                    | Nähe Centerline Road, Queen's Quarter, westlich von Christiansted 17° 44′ 34,5″ N, 64° 44′ 41″ W                                     | Sion Farm     |              |
| 36    | Slob Historic District                                        |                                                               | 12. Nov. 1987 ID-Nr. 87001929                    | King's Quarter 17° 43′ 54″ N, 64° 46′ 16″ W                                                                                          | Sion Farm     |              |
| 37    | St. Georges Archeological Site                                |                                                               | 29. Sep. 1976 ID-Nr. 76001857                    | Adresse nicht veröffentlicht | Frederiksted  |              |
| 38    | Strawberry Hill Historic District                             |                                                               | 2. Okt. 1987 ID-Nr. 87001934                     | Queen's Quarter 17° 43′ 56,9″ N, 64° 45′ 37,1″ W                                                                                     | Sion Farm     |              |
| 39    | Upper Salt River Archeological District                       |                                                               | 1. Sep. 1976 ID-Nr. 76001851                     | Adresse nicht veröffentlicht | Christiansted |              |
| 40    | Whim                                                          | Whim                                                          | 30. Juli 1976 ID-Nr. 76001858                    | 2,7 km südöstlich von Frederiksted an der Centerline Road 17° 42′ 9,5″ N, 64° 51′ 47″ W                                              | Southwest     |              |

### Saint John
(Saint John (Amerikanische Jungferninseln))
| [ 2 ] | Name                                          | Bild                                     | Eintragsdatum                 | Lage                                                                                        | Ort       | Beschreibung                     |
| ----- | --------------------------------------------- | ---------------------------------------- | ----------------------------- | ------------------------------------------------------------------------------------------- | --------- | -------------------------------- |
| 1     | Annaberg Historic District                    | Annaberg Historic District               | 23. Juli 1981 ID-Nr. 81000090 | Nordwestlich von Coral Bay, Leinster Bay 18° 21′ 53″ N, 64° 44′ 18″ W                       | Central   |                                  |
| 2     | Brown Bay Plantation Historic District        |                                          | 23. Juli 1981 ID-Nr. 81000089 | Nördlich von Palestina 18° 21′ 47″ N, 64° 42′ 25,5″ W                                       | Central   | Virgin Islands National Park MRA |
| 3     | Catherineberg-Jockumsdahl-Herman Farm         | Catherineberg-Jockumsdahl-Herman Farm    | 30. März 1978 ID-Nr. 78000270 | Östlich von Cruz Bay 18° 20′ 49″ N, 64° 45′ 39″ W                                           | Central   | Virgin Islands National Park MRA |
| 4     | Cinnamon Bay Plantation                       | weitere Bilder                           | 11. Juli 1978 ID-Nr. 78000269 | Nordöstlich von Cruz Bay nahe der Cinnamon Bay 18° 21′ 15″ N, 64° 45′ 15″ W                 | Central   | Virgin Islands National Park MRA |
| 5     | Congo Cay Archeological District              |                                          | 1. Dez. 1978 ID-Nr. 78003166  | Adresse nicht veröffentlicht                                                                | Cruz Bay  | Virgin Islands National Park MRA |
| 6     | Cruz Bay Town Historic District               | weitere Bilder                           | 4. Okt. 2016 ID-Nr. 16000699  | Ortsgrenze 18° 19′ 51,6″ N, 64° 47′ 42″ W                                                   | Cruz Bay  |                                  |
| 7     | Dennis Bay Historic District                  | Dennis Bay Historic District             | 23. Juli 1981 ID-Nr. 81000095 | Nordöstlich von Cruz Bay hinter der North Shore Road 18° 21′ 15″ N, 64° 46′ 33″ W           | Central   | Virgin Islands National Park MRA |
| 8     | Emmaus Moravian Church and Manse              | Emmaus Moravian Church and Manse         | 7. Nov. 1977 ID-Nr. 77001531  | Westlich von Palestina 18° 21′ 1″ N, 64° 42′ 48″ W                                          | Coral Bay |                                  |
| 9     | Enighed                                       |                                          | 1. Juli 1976 ID-Nr. 76002219  | Cruz Bay Quarter 18° 19′ 54″ N, 64° 47′ 30″ W                                               | Cruz Bay  |                                  |
| 10    | Estate Beverhoudt                             |                                          | 29. Aug. 1978 ID-Nr. 78003170 | 2,4 km östlich von Cruz Bay nach der Center Line Road 18° 20′ 27″ N, 64° 46′ 19″ W          | Central   |                                  |
| 11    | Estate Carolina Sugar Plantation              | Estate Carolina Sugar Plantation         | 19. Juli 1976 ID-Nr. 76002217 | Westlich von Coral Bay an der King Hill Road 18° 20′ 58″ N, 64° 43′ 7″ W                    | Coral Bay |                                  |
| 12    | Fortsberg                                     | Fortsberg                                | 1. Sep. 1976 ID-Nr. 76002218  | Südöstlich von Coral Bay 18° 20′ 45″ N, 64° 42′ 20″ W                                       | Coral Bay |                                  |
| 13    | Hermitage Plantation Historic District        |                                          | 23. Juli 1981 ID-Nr. 81000094 | East End Road, Hurricane Hole 18° 21′ 32″ N, 64° 41′ 59″ W                                  | Central   | Virgin Islands National Park MRA |
| 14    | HMS Santa Monica                              |                                          | 17. Feb. 1978 ID-Nr. 78003163 | Adresse nicht veröffentlicht                                                                | Coral Bay |                                  |
| 15    | Jossie Gut Historic District                  |                                          | 23. Juli 1981 ID-Nr. 81000086 | Westlich von Coral Bay nach der Center Line Road, Reef Bay 18° 20′ 32″ N, 64° 44′ 25″ W     | Central   | Virgin Islands National Park MRA |
| 16    | L'Esperance Historic District                 |                                          | 23. Juli 1981 ID-Nr. 81000699 | Östlich von Cruz Bay nach der Center Line Road, Reef Bay 18° 20′ 33″ N, 64° 45′ 30″ W       | Central   | Virgin Islands National Park MRA |
| 17    | Lameshur Plantation                           |                                          | 23. Juni 1978 ID-Nr. 78000271 | Östlich von Cruz Bay an der Little Lameshur Bay 18° 20′ 33″ N, 64° 45′ 30″ W                | Central   | Virgin Islands National Park MRA |
| 18    | Liever Marches Bay Historic District          |                                          | 23. Juli 1981 ID-Nr. 81000087 | Östlich Brown Bay 18° 21′ 16″ N, 64° 42′ 4″ W                                               | Central   | Virgin Islands National Park MRA |
| 19    | Lind Point Fort                               | Lind Point Fort                          | 23. Juli 1981 ID-Nr. 81000085 | Nordwestlich von Cruz Bay 18° 20′ 13″ N, 64° 47′ 50″ W                                      | Central   | Virgin Islands National Park MRA |
| 20    | Mary Point Estate                             | Mary Point Estate                        | 22. Mai 1978 ID-Nr. 78000272  | Nordöstlich von Cruz Bay 18° 22′ 6″ N, 64° 44′ 29″ W                                        | Central   | Virgin Islands National Park MRA |
| 21    | More Hill Historic District                   |                                          | 23. Juli 1981 ID-Nr. 81000092 | nach der East End Road 18° 21′ 40″ N, 64° 41′ 37″ W                                         | East End  | Virgin Islands National Park MRA |
| 22    | Petroglyph Site                               | Petroglyph Site                          | 7. Juli 1982 ID-Nr. 82001716  | Reef Bay                                                                                    | Central   |                                  |
| 23    | Reef Bay Great House Historic District        |                                          | 23. Juli 1981 ID-Nr. 81000091 | Westlich von Bordeaux, Reef Bay 18° 19′ 55,5″ N, 64° 44′ 23″ W                              | Central   | Virgin Islands National Park MRA |
| 24    | Reef Bay Sugar Factory Historic District      | Reef Bay Sugar Factory Historic District | 23. Juli 1981 ID-Nr. 81000084 | Östlich von Cruz Bay, Reef Bay 18° 19′ 31″ N, 64° 44′ 40″ W                                 | Central   | Virgin Islands National Park MRA |
| 25    | Rustenberg Plantation South Historic District |                                          | 23. Juli 1981 ID-Nr. 81000093 | Westlich von Coral Bay nach der Center Line Road, Cinnamon Bay 18° 20′ 42″ N, 64° 44′ 59″ W | Central   | Virgin Islands National Park MRA |
| 26    | Trunk Bay Sugar Factory                       |                                          | 23. Juli 1981 ID-Nr. 81000088 | Nordöstlich von Cruz Bay an der North Shore Road, Trunk Bay 18° 21′ 35,5″ N, 64° 46′ 2″ W   | Central   | Virgin Islands National Park MRA |

### Saint Thomas
(Saint Thomas)
| [ 2 ] | Name                                                 | Bild                               | Eintragsdatum                 | Lage | Ort              | Beschreibung                                                                        |
| ----- | ---------------------------------------------------- | ---------------------------------- | ----------------------------- | --- | ---------------- | ----------------------------------------------------------------------------------- |
| 1     | Bordeaux                                             |                                    | 15. Nov. 1978 ID-Nr. 78002726 | Westlich von Charlotte Amalie 18° 21′ 47″ N, 65° 0′ 59″ W                                                   | West End         |                                                                                     |
| 2     | Botany Bay Archeological District                    |                                    | 1. Juli 1976 ID-Nr. 76001859  | Adresse nicht veröffentlicht                                                                                | Charlotte Amalie |                                                                                     |
| 3     | Charlotte Amalie Historic District                   | Charlotte Amalie Historic District | 19. Juli 1976 ID-Nr. 76001860 | Zwischen Nytvaer, Berg und Government Hills, Bjebre Gade und St. Thomas Harbor 18° 20′ 42″ N, 64° 55′ 55″ W | Charlotte Amalie |                                                                                     |
| 4     | Estate Botany Bay                                    |                                    | 30. Juli 1976 ID-Nr. 76001861 | Westlich von Charlotte Amalie 18° 21′ 37″ N, 65° 1′ 53″ W                                                   | West End         |                                                                                     |
| 5     | Estate Brewers Bay                                   |                                    | 31. Juli 1978 ID-Nr. 78002727 | 3,2 km westlich von Charlotte Amalie an der Brewers Bay 18° 20′ 51″ N, 64° 58′ 45″ W                        | Charlotte Amalie |                                                                                     |
| 6     | Estate Hafensight                                    |                                    | 17. Feb. 1978 ID-Nr. 78002728 | Südlich von Charlotte Amalie 18° 16′ 56″ N, 64° 55′ 18″ W                                                   | Charlotte Amalie |                                                                                     |
| 7     | Estate Neltjeberg                                    |                                    | 17. Feb. 1978 ID-Nr. 78002729 | Nordwestlich von Charlotte Amalie 18° 22′ 13″ N, 64° 57′ 58″ W                                              | West End         |                                                                                     |
| 8     | Estate Niesky                                        |                                    | 29. Aug. 1978 ID-Nr. 78003092 | 2,4 km westlich von Charlotte Amalie nach dem Harwood Highway 18° 20′ 19″ N, 64° 57′ 6″ W                   | Charlotte Amalie |                                                                                     |
| 9     | Estate Perseverance                                  |                                    | 17. Feb. 1978 ID-Nr. 78002730 | Westlich von Charlotte Amalie 18° 21′ 18″ N, 64° 59′ 51″ W                                                  | West End         |                                                                                     |
| 10    | Fort Christian                                       | weitere Bilder                     | 5. Mai 1977 ID-Nr. 77001329   | Am Saint Thomas Harbor 18° 20′ 26″ N, 64° 55′ 47″ W                                                         | Charlotte Amalie | Dänische Festung, älteste noch erhaltenes Bauwerk der Amerikanischen Jungferninseln |
| 11    | Hamburg-America Shipping Line Administrative Offices | weitere Bilder                     | 10. Okt. 1978 ID-Nr. 78002731 | 48B Tolbod Gade 18° 20′ 30″ N, 64° 55′ 53″ W                                                                | Charlotte Amalie |                                                                                     |
| 12    | Hassel Island                                        | Hassel Island                      | 19. Juli 1976 ID-Nr. 76001862 | Südlich von Charlotte Amalie am Saint Thomas Harbor 18° 19′ 46″ N, 64° 56′ 8″ W                             | Charlotte Amalie |                                                                                     |
| 13    | Hull Bay Archeological District                      |                                    | 1. Sep. 1976 ID-Nr. 76001863  | Adresse nicht veröffentlicht                                                                                | Charlotte Amalie |                                                                                     |
| 14    | Krum Bay Archeological District                      |                                    | 28. Aug. 1976 ID-Nr. 76001864 | Adresse nicht veröffentlicht                                                                                | Charlotte Amalie |                                                                                     |
| 15    | Mafolie Great House                                  |                                    | 17. Feb. 1978 ID-Nr. 78002732 | Nördlich von Charlotte Amalie 18° 21′ 13″ N, 64° 55′ 42″ W                                                  | Northside        |                                                                                     |
| 16    | Magens Bay Archeological District                    |                                    | 30. Juli 1976 ID-Nr. 76001865 | Adresse nicht veröffentlicht                                                                                | Charlotte Amalie |                                                                                     |
| 17    | New Herrnhut Moravian Church                         |                                    | 8. Okt. 1976 ID-Nr. 76001866  | Östlich von Charlotte Amalie 18° 20′ 13″ N, 64° 54′ 5″ W                                                    | Northside        |                                                                                     |
| 18    | Skytsborg                                            | weitere Bilder                     | 20. Dez. 1991 ID-Nr. 91001844 | 39 Donningens Gade 18° 20′ 46″ N, 64° 55′ 46″ W                                                             | Charlotte Amalie |                                                                                     |
| 19    | St. Thomas Synagogue                                 | weitere Bilder                     | 25. Sep. 1997 ID-Nr. 97001270 | Crystal Gade #16AB, Queens Quarters 18° 20′ 34″ N, 64° 55′ 58″ W                                            | Charlotte Amalie |                                                                                     |
| 20    | Tutu Plantation House                                |                                    | 12. Juli 1976 ID-Nr. 76001867 | 2,7 km nordöstlich von Charlotte Amalie 18° 20′ 31″ N, 64° 53′ 8″ W                                         | Tutu             |                                                                                     |
| 21    | Venus Hill                                           |                                    | 17. Feb. 1978 ID-Nr. 78002733 | Nördlich Charlotte Amalie 18° 21′ 12″ N, 64° 55′ 46″ W                                                      | Northside        |                                                                                     |